# Guerra de Aniquilação
Uma guerra de aniquilação (alemão: Vernichtungskrieg) ou guerra de extermínio é um tipo de guerra em que o objetivo é a aniquilação completa de um estado, um povo ou uma minoria étnica através do genocídio ou através da destruição de seus meios de subsistência. O objetivo pode ser direcionado para fora ou para dentro, contra elementos da própria população. O objetivo não é como outros tipos de guerra, o reconhecimento de objetivos políticos limitados, como o reconhecimento de um status legal (como em uma guerra de independência), controle de território disputado (como em guerra de agressão ou guerra defensiva), ou a derrota militar total de um estado inimigo.

## Características
A guerra de aniquilação é definida como uma forma radicalizada de guerra em que "todos os limites psicofísicos" são abolidos.
O cientista social do Instituto de Pesquisa Social de Hamburgo, Jan Philipp Reemtsma, vê uma guerra, "que é levada, no pior dos casos, a destruir ou mesmo dizimar uma população", como o coração da guerra de aniquilação. A organização estatal do inimigo será esmagada. Outra característica de uma guerra de aniquilação é seu caráter ideológico e a rejeição de negociações com o inimigo, como demonstrou o historiador Andreas Hillgruber no exemplo da Frente Oriental da Segunda Guerra Mundial travada entre a Alemanha nazista e a União Soviética. A legitimidade e a confiabilidade do oponente são negadas, rebaixadas ao status de inimigo total, com quem não pode haver entendimento, mas sim devota a totalidade de seu próprio "Volk, Krieg und Politik [als] Triumph der Idee des Vernichtungskrieges" (povo, guerra e política [ao] triunfo da ideia da guerra de aniquilação).

## Uso do termo
O historiador alemão Joachim Hoffmann em seu livro Stalin's Annihilation War (1995) citou um discurso de Josef Stalin em 6 de novembro de 1941. Stalin disse: "Bem, se os alemães querem uma Vernichtungskrieg, eles a conseguirão (aplausos tempestuosos e prolongados). A partir de agora adiante, será nossa tarefa ser a tarefa de todos os povos da União Soviética, a tarefa dos combatentes, dos comandantes e dos oficiais políticos de nosso exército e nossa frota, destruir todos os invasores alemães que ocupam o território de nossa pátria até o último homem. Sem misericórdia para os ocupantes alemães!". De acordo com declarações posteriores de Stalin nos meses seguintes, ele não pretendia a aniquilação completa da Alemanha como seu objetivo de guerra.